# Dorfweil
Dorfweil is een plaats in de Duitse gemeente Schmitten, deelstaat Hessen, en telt 684 inwoners.